# Tetrastigma obtectum
Tetrastigma obtectum là một loài thực vật hai lá mầm trong họ Nho. Loài này được (Wall. ex M.A. Lawson) Planch. ex Franch. miêu tả khoa học đầu tiên năm 1887.